# Linha de batalha

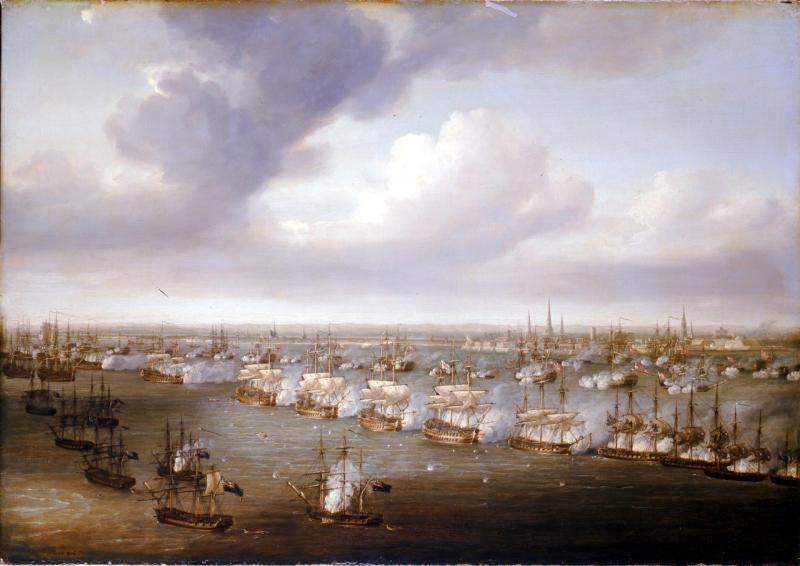
Navios britânicos e dinamarqueses em linha de batalha na Batalha de Copenhaga

Em guerra naval, a linha de batalha é uma tática em que os navios da frota formam uma linha do início ao fim. Uma forma primitiva foi utilizada pelos portugueses sob Vasco da Gama em 1502 perto de Malabar contra uma frota muçulmana. Embora seja bem documentado que Martin Tromp tenha usado pela primeira vez na Ação de 18 de setembro de 1639, isto ainda é disputado por alguns. As primeiras instruções escritas em qualquer linguagem adotando a formação estavam contidas nas instruções de combate da Marinha Inglesa, escritas pelo almirante Robert Blake e publicadas em 1653. Capitães individuais em ambos os lados da Primeira Guerra Anglo-Holandesa parecem ter experimentado esta técnica em 1652, possivelmente incluindo Blake na Batalha de Goodwin Sands. Para alguns autores a linha de batalha e os navios de linha propriamente ditos são uma invenção inglesa. Na Batalha de Gabbard em 1653 a frota inglesa deixou de lado os últimos traços de suas velhas táticas e lutou em uma simples linha a frente.
A linha de batalha leva vantagem sobre as táticas navais anteriores-nas quais os navios se aproximavam entre si para combate individual-porque cada navio na linha pode disparar de seu costado sem medo de atingir um navio amigo. Portanto, em qualquer período determinado de tempo um número maior de tiros podiam ser disparados pela frota inteira. Outra vantagem é que um movimento relativo da linha em relação a alguma parte da frota inimiga permite uma concentração sistemática de fogo sobre essa parte. Para afastar esta possibilidade a outra frota pode, também, se mover em uma linha, com o resultado típico para batalhas navais desde 1675: duas frotas velejando lado a lado na mesma direção ou em rumo oposto. Um navio poderoso o suficiente para ficar na linha de batalha veio a ser conhecido como um "navio de linha" A linha é a sua mais eficaz quando se movendo perpendicular ao eixo de movimento da frota inimiga, por exemplo, "cruzando o T" ou quebrando a linha inimiga e movendo-se através dela (por exemplo: Batalha de Quatro Dias, Batalha de Schooneveld, Batalha de Trafalgar), ao tentar cortar e isolar parte da linha do inimigo e concentrando uma força mais forte sobre ele (por exemplo: Batalha de Texel, Batalha de Saintes), ou ao tentar 'dobrar' os navios do inimigo (por exemplo: Batalha de Beachy Head). Desta forma, os navios inimigos bloqueiam a linha de fogo uns dos outros.

## Desenvolvimento

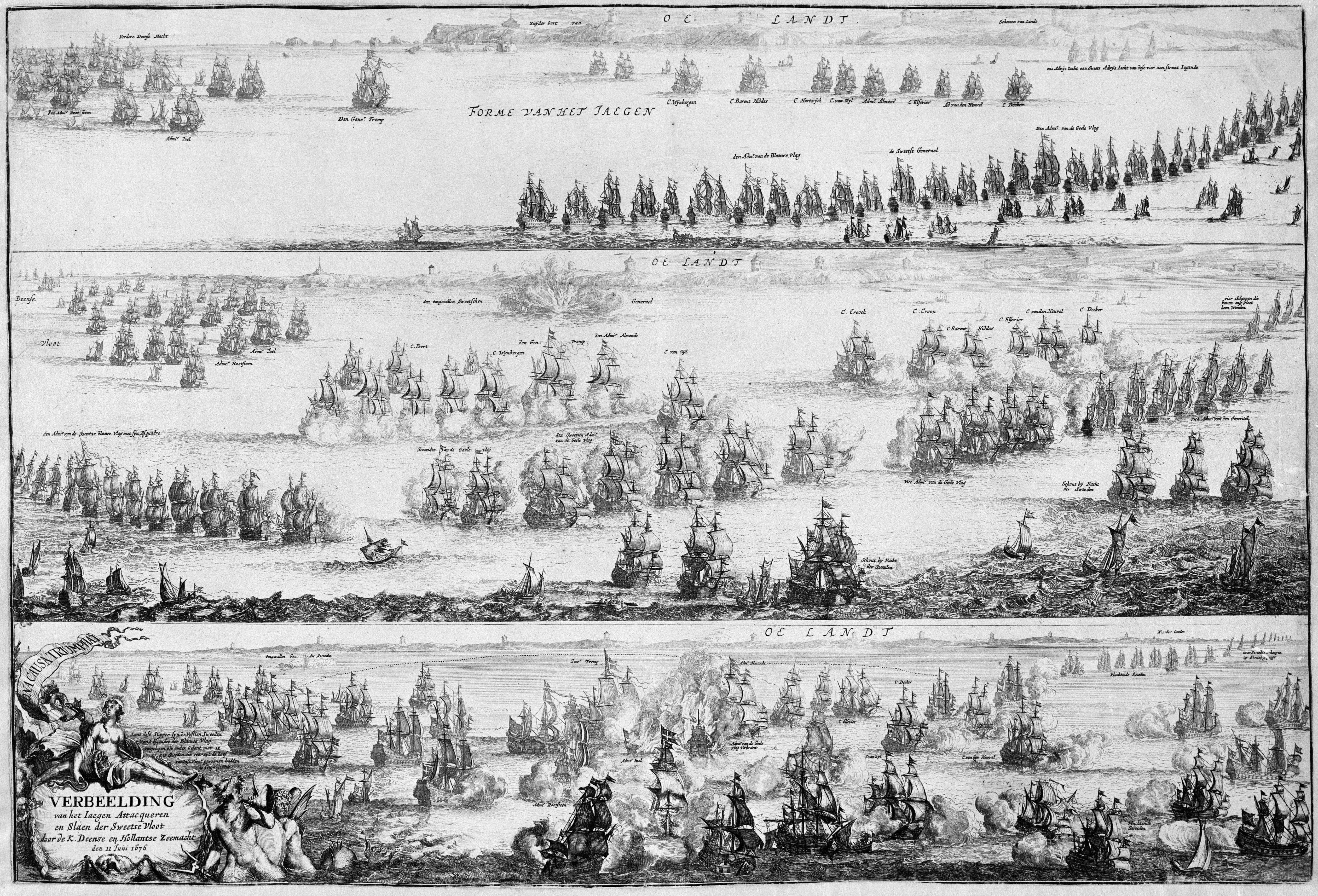
Uma representação contemporânea da batalha de Öland entre uma frota dinamarquesa-holandesa aliada sob Cornelis Tromp e a marinha sueca. Os navios suecos estão dispostos em uma linha de batalha nas fases iniciais, mas eles rapidamente tornam-se desorganizados e sofrem uma derrota humilhante. Gravura em metal cobre por Romeyn de Hooghe, 1676.

A partir de meados do século 16 o canhão gradualmente se tornou a mais importante arma na guerra naval, substituindo ações de abordagem como fator decisivo no combate. Ao mesmo tempo, a tendência natural no projeto de galeões foi a construção de navios mais compridos com castelos mais baixos, o que significa vasos mais rápidos e mais estáveis. Estes navios de guerra mais recentes poderiam montar mais canhões ao longo dos lados de suas cobertas, concentrando seu poder de fogo ao longo de seu costado.
Até meados do século 17, as táticas de uma frota eram muitas vezes partir em "carga" contra o inimigo, usando canhões de proa, o que não usava o costado do navio para melhor efeito. Estes novos vasos necessitavam novas táticas, e "uma vez que ... quase toda a artilharia é encontrada sobre os costados de um navio de guerra, portanto, é a viga mestra que deve, necessariamente e sempre estar voltada para o inimigo. Por outro lado, é necessário que a visão deste último nunca deva ser interrompida por um navio amigo. Apenas uma formação permite que os navios da mesma frota satisfaçam plenamente essas condições. Esta formação é a linha de frente [coluna]. Essa linha, portanto, é imposta como a única ordem de batalha, e, conseqüentemente, como base de todas as táticas da frota."
A tática de linha de batalha favorecia navios muito grandes que podiam navegar de forma constante e manter seu lugar na linha em face ao fogo pesado. A mudança em direção ao uso da tática de linha de batalha também dependia de uma disciplina maior da sociedade e das exigências de um governo centralizado forte para manter frotas permanente lideradas por um corpo de oficiais profissionais. Esses oficiais eram mais capazes de gerir e se comunicar entre navios que eles comandavam do que as tripulações com experiência em navios mercantes que muitas vezes compunha grande parte da força de uma marinha. O novo tipo de guerra que se desenvolveu durante a Idade Moderna foi marcado por uma organização sucessivamente mais rigorosa. Formações de batalha tornaram-se padronizadas, com base em modelos ideais matematicamente calculados. O aumento da potência dos estados à custa dos proprietários individuais levou a exércitos e marinhas cada vez maiores.

## Fraquezas
O principal problema com a linha de batalha era que, quando as frotas são de tamanho similar, as ações navais a usando eram geralmente indecisas. A linha também era facilmente combatida pela doutrina de tiro onde danos materiais a longa distância são o objetivo. Os franceses, em particular, eram peritos em balística e, em geral, assumiam a posição de sotavento para permitir a sua frota a se retirasse a favor do vento, continuando a disparar balas encadeadas à longa distância para derrubar mastros. Eventualmente tantos navios em uma linha seriam danificados que eles seriam forçados a se retirar para reparos, enquanto os franceses tomavam poucas baixas e muito pouco dano a si mesmos. As Instruções Britânicas de combate permanente eram tão inflexíveis em relação ao uso da linha que no século anterior ao quando o Almirante George Rodney desobedeceu as instruções para ganhar decisivamente a Batalha de Saintes em 1782, uma frota britânica nunca havia ganhado uma única vitória tática contra uma frota de força comparável.